# Pustki (województwo kujawsko-pomorskie)
Pustki – wieś w Polsce, w województwie kujawsko-pomorskim, w powiecie włocławskim, w gminie Izbica Kujawska.
Do 31 grudnia 2023 miejscowość była kolonią wsi Mchówek.